# Sara de Yemen
Sara de Yemen ( سارة) (siglo VI d. C.) es conocida como una de las pocas autoras de poesía árabe preislámica conocidas a partir del siglo VI d. C. Es posible que fuera judía, en cuyo caso es una de las tres únicas poetisas judías medievales atestiguadas (las otras son la esposa de Dunash ben Labrat, del siglo X, y Qasmuna Bint Ismail, del siglo XII).

## Poema
El poema que se le atribuye sobrevive en la antología del siglo X llamada Kitab al-Aghani:

بنفسي أُمّةٌ لم تُفْنِ شبِأً  *  بذي حُرُضٍ تَعقّبُها الرِياحُ 

كُهولٌ من قُرَيْظةَ اتلفتْها  *   سيوفُ الخَزْرَجيِّة والرماح

رُزدنا والرزيئةُ ذاتُ ثِقْلٍ *   بَمُرّ لاملِها املاءُ القَراح

ولو أَربوا بامرهمِ لجالت  *  هنالك دونهم جَأوا رَداح
Por mi vida, hay un pueblo no mucho tiempo en Du Ḥurud, borrado por el viento.

Hombres de Qurayza destruidos por Khazraji espadas y lanzas,

Hemos perdido, y nuestra pérdida es tan grave, que amarga a su gente el agua pura.

Y si lo hubieran previsto, una hueste repleta habría llegado allí antes que ellos.

El elogio implica que Sarah era miembro de la tribu Banu Qurayza, y su poema trata sobre su derrota a manos de los musulmanes alrededor de 627. Se sabe poco más sobre Sara, aunque parece que participó en una acción contra Mahoma antes de que un fuera asesinada.